# Uthayendram
Uthayendram es una ciudad y nagar Panchayat situada en el distrito de Vellore en el estado de Tamil Nadu (India). Su población es de 13837 habitantes (2011). Se encuentra a 69 km de Vellore y a 80 km de Tiruvannamalai.

## Demografía
Según el censo de 2011 la población de Uthayendram era de 13837 habitantes, de los cuales 6846 eran hombres y 6991 eran mujeres. Uthayendram tiene una tasa media de alfabetización del 83,90%, superior a la media estatal del 80,09%: la alfabetización masculina es del 89,57%, y la alfabetización femenina del 78,46%.